# Нікіфоренко Володимир Степанович
Володимир Степанович Нікіфоренко (нар. 29 травня 1971 на Київщині) — генерал-майор, перший заступник голови Державної прикордонної служби України.

## Життєпис
У 1994 році закінчив Інститут Прикордонних військ України, а у 2006 році – Національну академію Служби безпеки України.
Після закінчення з відзнакою Національної академії державного управління при Президентові України у 2012 році Володимир Степанович став магістром державного управління та у 2016 році здобув науковий ступінь кандидата наук з державного управління, а у 2021 році – доктора юридичних наук. На сьогодні він є автором понад 70 публікацій у вітчизняних та зарубіжних наукових виданнях.
З травня 1994 року по травень 1996 року проходив службу на офіцерських посадах в Сумському загоні прикордонного контролю Прикордонних військ України.
Протягом 12 років, з 1996 по 2008 рр., проходив військову службу на оперативних та керівних посадах у органах Служби безпеки України.

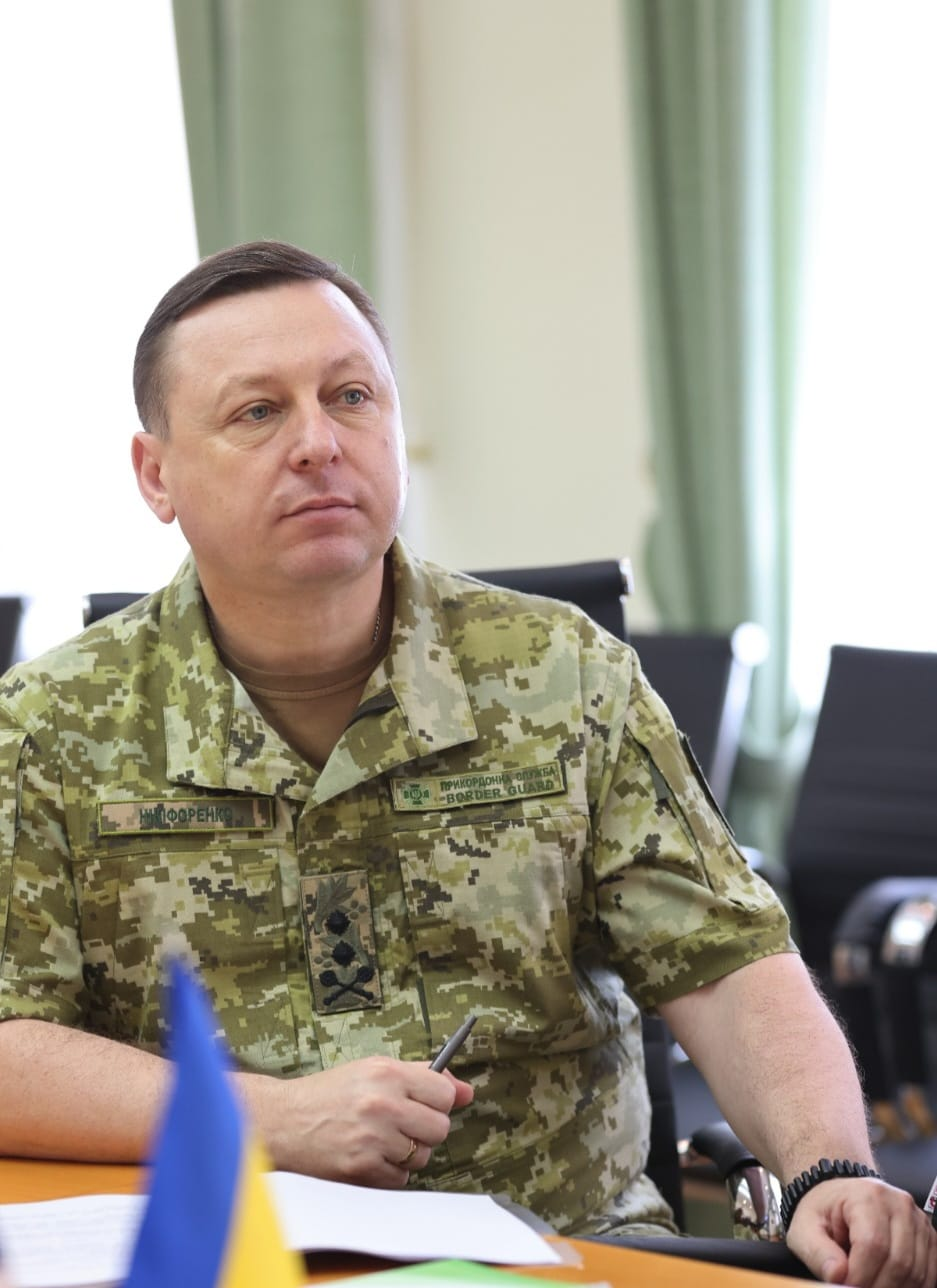

 Понад 8 років, з 2008 по 2016 рр., Володимир Степанович присвятив створенню та формуванню системи внутрішньої та власної безпеки у прикордонному відомстві на посаді заступника начальника управління Адміністрації Державної прикордонної служби України. 

З настанням російської агресії виступив ініціатором посилення спеціальних правових режимів на державному кордоні, зокрема щодо організації контррозвідувальної роботи у Державній прикордонній службі України.
З 2016 по 2019 роки продовжував військову службу на керівних посадах в підрозділах по роботі з персоналом Адміністрації Державної прикордонної служби України та організовував оперативно-розшукову діяльність у прикордонному відомстві, зокрема у сфері боротьби з тероризмом.
9 вересня 2019 року Указом Президента України № 673/2019 Володимир Нікіфоренко призначений першим заступником Голови Державної прикордонної служби України.
У 2019 році став засновником нової ідеології призначення на керівні посади у Державній прикордонній службі України – спільного з Посольством Сполучених Штатів Америки в Україні та Представництвом Міжнародної організації з міграції в Україні проєкту «Нове обличчя керівного складу» (НОКС), який сформовано автентичним поєднанням міжнародних стандартів постійного вдосконалення якості діяльності ISO 9000 та соціальної відповідальності ISO 26000 на засадах: законності; доброчесності; гласності; дотримання прав та свобод людини; прозорості; рівноправності; професіоналізму і компетентності; ініціативності; змагальності; ефективності; результативності методів тестування; об’єктивності; неупередженості; мінімізації кількості необхідних ресурсів; запобігання негативному впливу людського фактору.
У складі Комісії з питань координації євроатлантичної інтеграції України, утвореної Указом Президента України від 30 жовтня 2019 року № 784/2019 Володимир Нікіфоренко забезпечує практичну реалізацію заходів наближення прикордонного відомства України у євроатлантичний безпековий простір, підвищення ефективності виконання пріоритетних завдань із досягнення критеріїв, необхідних для набуття членства в Організації Північноатлантичного договору (НАТО), у тому числі в рамках річних національних програм співробітництва Україна – НАТО. 
Є членом ради наукового центру Української державності імені професора Володимира Кульчицького Національної академії правових наук України.

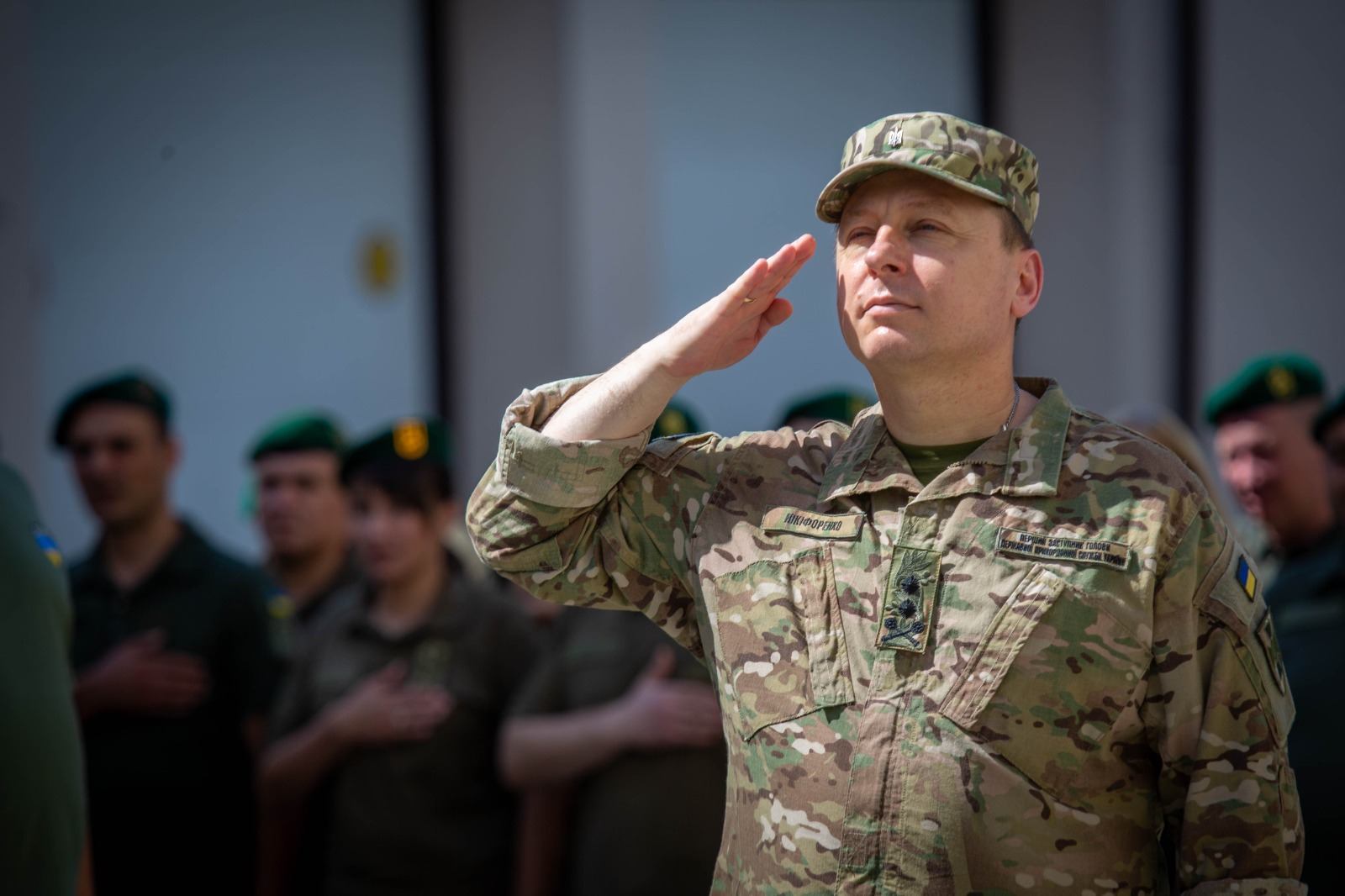

Нікіфоренко Володимир Степанович є учасник бойових дій на сході України.[джерело?]

## Нагороди
- «Заслужений юрист України» (08.10.2020 №425/2020) - за вагомий особистий внесок у розбудову правової держави, багаторічну плідну працю та високий професіоналізм Указом Президента України[4].

## Сім'я
Одружений, має двох синів та дочку.